# Тиран смугастий

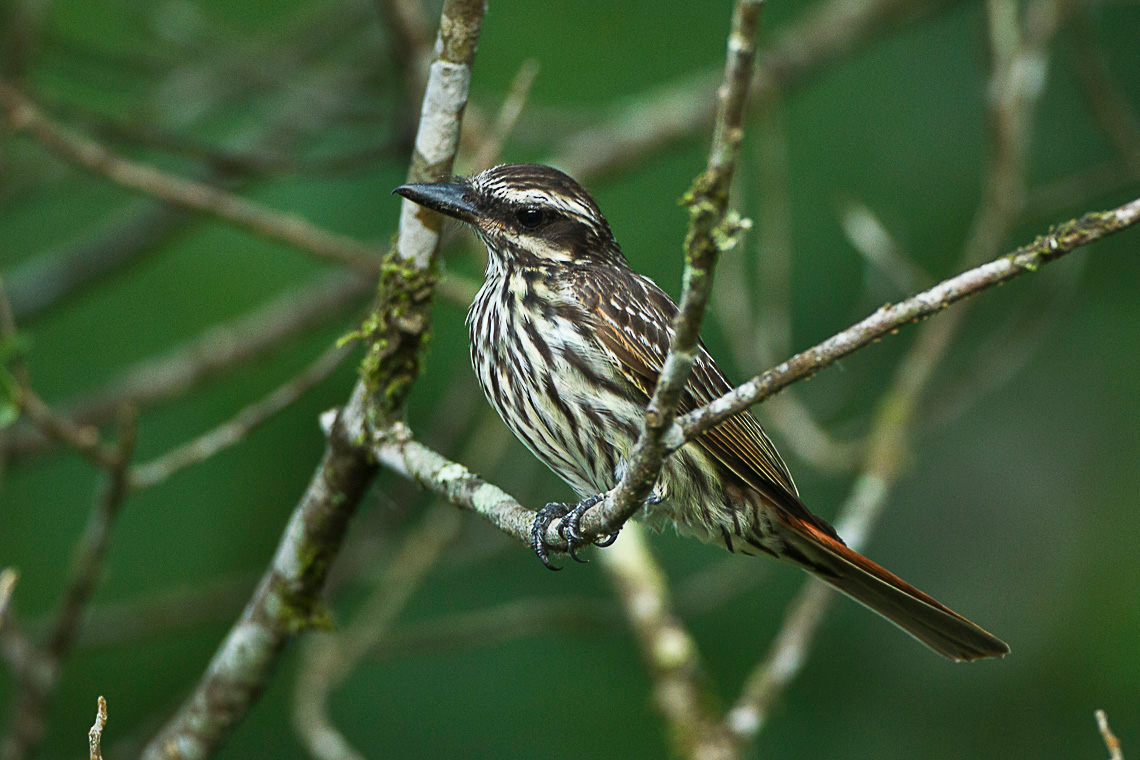
Смугастий тиран

Тиран смугастий (Myiodynastes maculatus) — вид горобцеподібних птахів родини тиранових (Tyrannidae). Мешкає в Мексиці, Центральній і Південній Америці.

## Опис
Довжина птаха становить 22 см, вага 43 г. Голова коричнева, на тімені малопомітна жовта пляма, над очима білі "брови", через очі ідуть темні смуги. Верхня частина тіла коричнева, спина поцяткована темно-коричневими смугами. Надхвістя і хвіст з боків рудувато-коричневі. Нижня частина тіла жовтувато-біла, поцятковані численними чорними смужками. Дзьоб великий, міцний. Виду не притаманний статевий диморфізм. Молоді птахи мають переважно коричневе забарвлення, на верхній частині тіла у них чорні смуги. У представників підвиду M. m. solitarius нижня частина тіла поцяткована чорними, а не коричневими смужками.

## Підвиди
Виділяють сім підвидів:
- M. m. insolens Ridgway, 1887 — східна і південно-східна Мексика (від південного заходу Тамауліпасу на південь до Пуебли, північної Оахаки і північного Чіапасу, на схід до південного Юкатану і Кінтана-Роо), північна Гватемала, Беліз і північно-західний Гондурас, можливо також на заході Нікарагуа. Взимку мігрують на північ Південної Америки;
- M. m. difficilis Zimmer, JT, 1937 — від західної Коста-Рики до Панами (зокрема на островах Коїба, Себако[en] і на Перлових островах[en]), Колумбії і західної Венесуели;
- M. m. nobilis Sclater, PL, 1859 — північно-східна Колумбія (від Кордови до гір Сьєрра-де-Періха);
- M. m. chapmani Zimmer, JT, 1937 — південно-західна Колумбія, захід Еквадору і північний захід Перу (на південь до П'юри);
- M. m. maculatus (Müller, PLS, 1776) — Суринам, Французька Гвіана, північна і західна Бразильська Амазонія (від верхів'їв Ріу-Негру на південь до Амазонки, на схід до північно-західного Мараньяну), схід Еквадору і північний схід Перу (басейни річок Укаялі і Напо);
- M. m. tobagensis Zimmer, JT, 1937 — північна Венесуела (зокрема на острові Маргарита), Гаяна, острови Тринідад і Тобаго;
- M. m. solitarius (Vieillot, 1819) — схід і південний схід Перу, центральна і східна Бразилія, східна Болівія, Парагвай, Уругвай і Аргентина (на південь до Ла-Ріохи, Сан-Луїса, Ла-Пампи і північного Буенос-Айреса.

Деякі дослідники виділяють підвид M. m. solitarius у окремий вид Myiodynastes solitarius.

## Поширення і екологія
Смугасті тирани гніздяться від Мексики до центральної Аргентини. Представники підвиду M. m. insolens взимку мігрують на південь, популяції Аргентини, південної Бразилії, південної Болівії, Парагваю і Уругваю взимку мігрують на північ. Смугасті тирани живуть у вологих рівнинних і заболочених тропічних лісах, у вологих гірських тропічних лісах і мангрових лісах, на узліссях і плантаціях. Зустрічаються на висоті до 3000 м над рівнем моря, переважно на висоті до 1700 м над рівнем моря. Живляться комахами, а також ягодами і дрібними хребетними. Гніздо чашоподібне. робиться з гілочок і сухої трави, розміщується в дуплі або серед заростей бромелій. В кладці 2-3 кремово-білих яєць, поцяткованих рудувато-коричневими плямками. Інкубаційний період триває 16-17 днів, насиджує лише самиця. І самиці і самці доглядають за пташенятами. Вони покидають гніздо через 18-21 днів після вилуплення.